# Musée numérique des comics

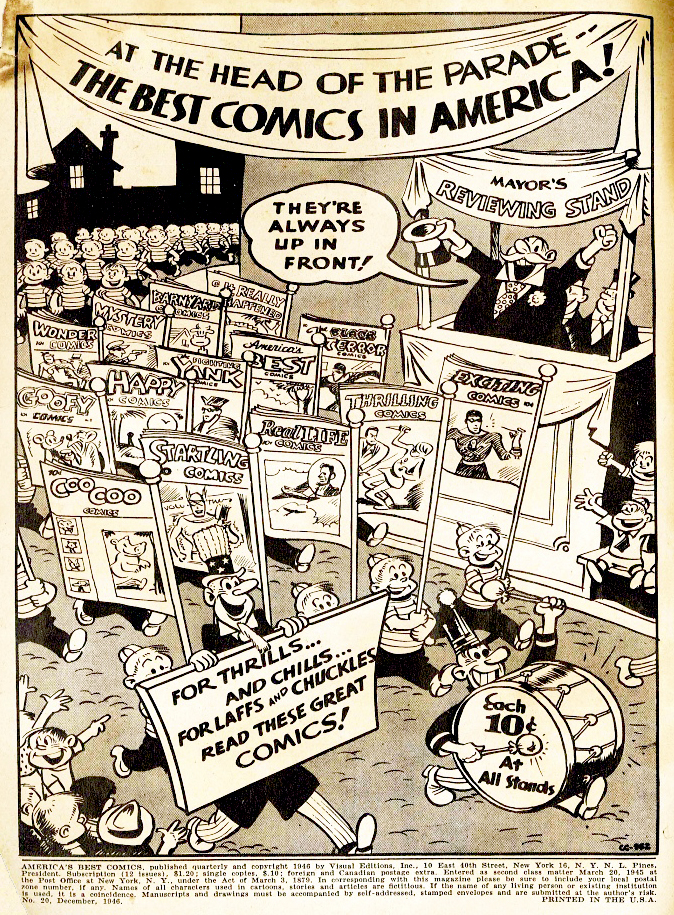
Extrait d'un comics paru en décembre 1942

Le Musée numérique des comics est une bibliothèque numérique en ligne de comics créée pour diffuser des œuvres libres de droits aux États-Unis. Ce musée propose 15 000 comics, en langue anglaise, libres de droit. Il s'agit de comics datant de l'âge d'or, donc publiés avant 1959,. 